# Stadtwerke Augsburg

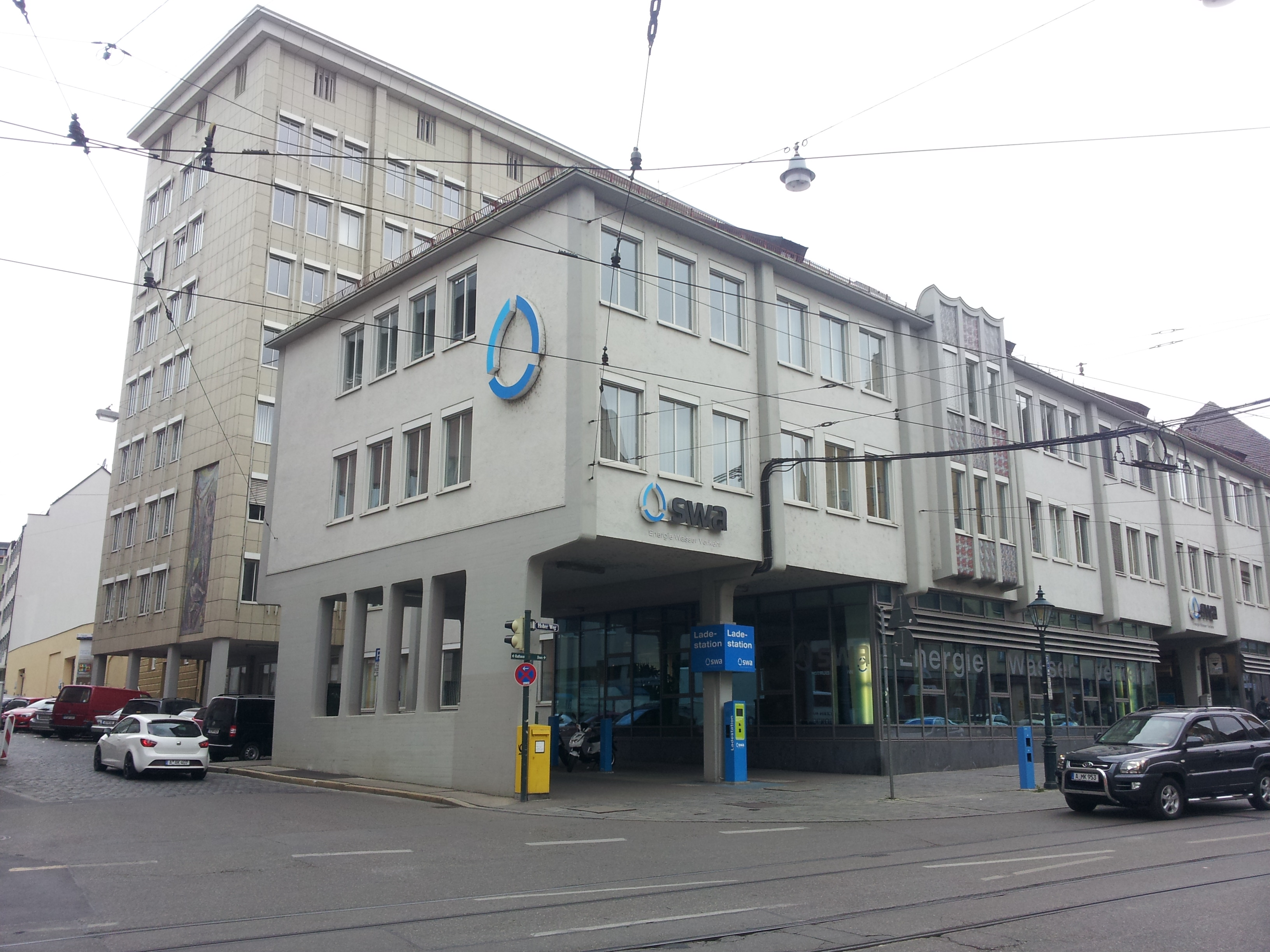
Das SWA-Gebäude in Augsburg

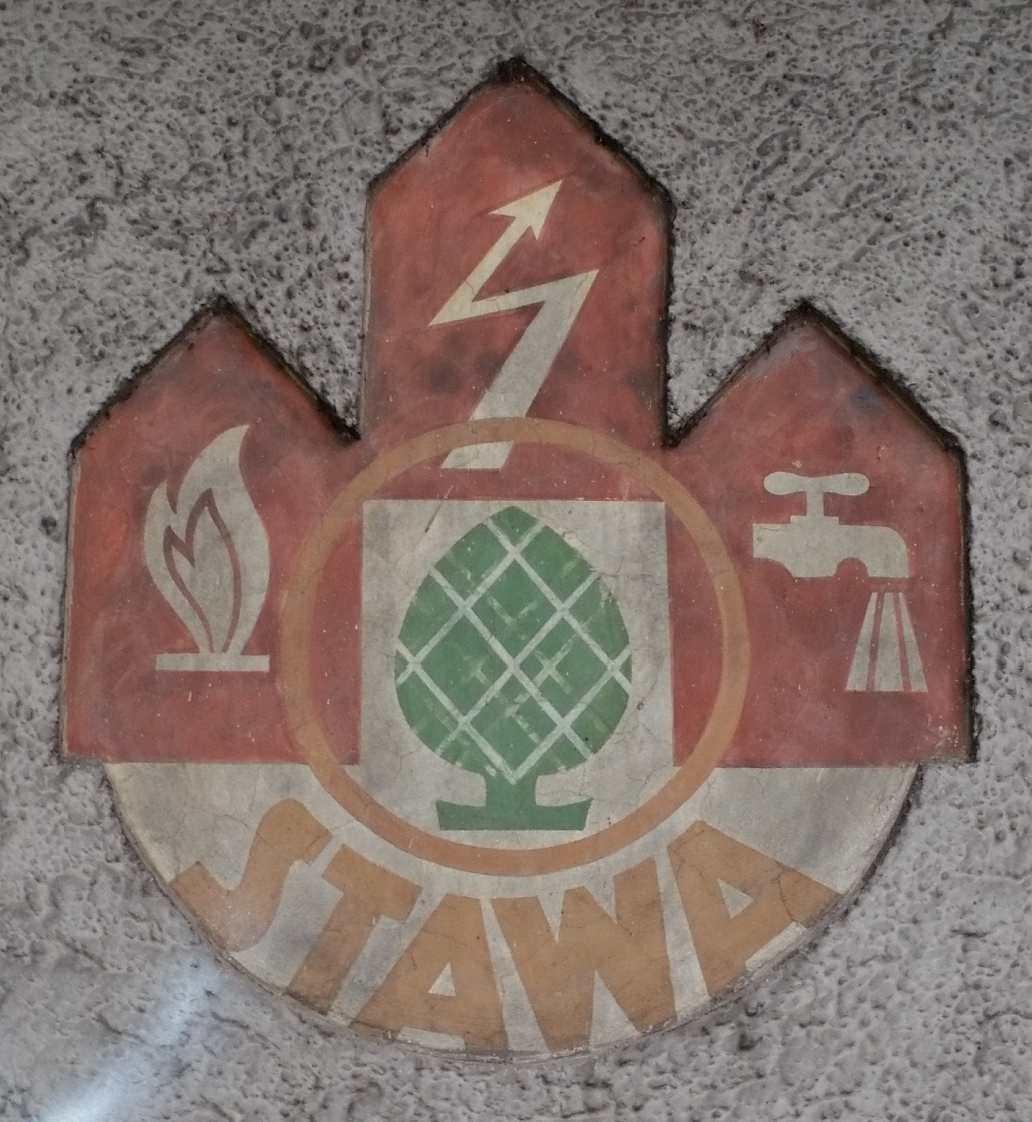
Altes Logo an einem Trafohaus

Die Stadtwerke Augsburg, abgekürzt swa, versorgen rund 350.000 Menschen mit ihren Dienstleistungen. Die swa sind eine 100-prozentige Tochtergesellschaft der Stadt Augsburg.

## Unternehmensprofil
Der seit dem Jahr 2000 privatwirtschaftlich strukturierte Konzern Stadtwerke Augsburg umfasst folgende Gesellschaften: Holding GmbH, Energie GmbH, Verkehrs-GmbH (inkl. AVG mbH & ASG mbH), Wasser GmbH und seit Januar 2005 Netze GmbH. Als nach eigenen Angaben drittgrößtes Stadtwerk Bayerns versorgen die Stadtwerke mit ihren gut 1.900 Mitarbeitern etwa 350.000 Menschen im Raum Augsburg mit Strom, Erdgas, Fernwärme und Trinkwasser und bieten Mobilität in Stadtbussen und Straßenbahnen. Seit April 2015 wird das Mobilitätsangebot mit Carsharing ergänzt. Außerdem stehen Leihfahrräder zur Verfügung, darunter auch E-Bikes.
Im Rahmen eines Betrauungsaktes hat sich die Stadt Augsburg als alleinige Gesellschafterin im Jahr 2009 dazu bereit erklärt, Verluste auszugleichen, die in Erfüllung der gemeinwirtschaftlichen Verpflichtungen im städtischen Nahverkehr entstehen und nicht durch die Energiesparte kompensiert werden können. Infolge der gesunkenen Fahrgastzahlen während der COVID-19-Pandemie und den damit verbundenen geringeren Einnahmen aus dem Fahrkartenverkauf sowie der erheblich  gestiegenen Energiekosten konnten die Stadtwerke die Verluste in der Verkehrssparte im Jahr 2022 nicht mehr vollständig durch die Einnahmen der Energiesparte gegenfinanzieren. Erstmals seit Vereinbarung der Betrauung muss daher die Stadt Augsburg den Verlust durch einen Zuschuss von rund 4 Millionen Euro jeweils in den Haushaltsjahren 2023 und 2024 ausgleichen.

## Energie
Als Anfang des 19. Jahrhunderts großflächig die Straßenbeleuchtung mit Gaslaternen eingeführt wurde, wurde der Grundstein für diesen Geschäftsbereich gelegt. Das Gelände Gaswerk im Stadtteil Oberhausen mit dem Gaskessel (Gasometer) ist Zeugnis davon. Heute versorgen die swa mit mehreren Fernwärmekraftwerken viele Kunden mit Heizwärme, betreiben eigene Stromproduktion (unter anderem mit einem Gasturbinenkraftwerk) und versorgen das Stadtgebiet mit Erdgas.

### Strom
Nach § 42 EnWG zur Stromkennzeichnung sind seit dem 15. Dezember 2005 alle Energieversorgungsunternehmen in Deutschland verpflichtet, die Herkunft ihres Stroms zu veröffentlichen. Die Tabelle zeigt die Angaben der Stadtwerke Augsburg für 2018 sowie den bundesweiten Durchschnittswert aller Energieversorger aus dem Jahr 2018.
|                                      | Stadtwerke Augsburg (gesamt) | Deutschlandmix |
| ------------------------------------ | ---------------------------- | -------------- |
| Erneuerbare Energien (EEG gefördert) | 54,2 %                       | 35,0 %         |
| sonstige erneuerbare Energien        | 8,3 %                        | 3,2 %          |
| Kernkraft                            | 4,7 %                        | 13,0 %         |
| Kohle                                | 21,8 %                       | 36,6 %         |
| Erdgas                               | 8,7 %                        | 9,7 %          |
| Sonstige fossile Energieträger       | 2,3 %                        | 2,5 %          |
| CO2-Emissionen                       | 282 g/kWh                    | 421 g/kWh      |
| Radioaktiver Abfall                  | 0,0001 g/kWh                 | 0,0003 g/kWh   |

## Wasser
Die Wasserversorgung hat in Augsburg eine lange Geschichte. Als eine der ersten Städte in Bayern bekam Augsburg ein zentrales Versorgungsnetz mit Trinkwasser, nicht zuletzt auch für die zahlreichen Prachtbrunnen (damals vom Roten Tor), daraus hat sich bis heute die Trinkwasserversorgung der Stadt Augsburg entwickelt. Die Entwässerung (Kanalisation) ist von den Stadtwerken getrennt und wird von städtischen Abwasserbetrieben übernommen.

## Verkehr
Die Stadtwerke Augsburg beförderten im Jahr 2014 rund 57,2 Millionen Fahrgäste. In den darauffolgenden Jahren wurde es stetig erhöht und im Jahr 2018 erreichte es einen neuen Höchststand mit 62,4 Millionen Fahrgästen.
- Augsburger Verkehrsgesellschaft, Tochtergesellschaft der Stadtwerke Augsburg Verkehrs-GmbH
- Straßenbahn Augsburg, verkehrt seit 1881
- Oberleitungsbus Augsburg, verkehrte von 1943 bis 1959

## Kritik
Laut der Verbraucherzentrale Bayern gingen die meisten Grundversorger-Beschwerden im Jahr 2023 über die Stadtwerke Augsburg ein. Grund hierfür sei die schlechte Erreichbarkeit und die zum Teil zu hoch berechneten Beiträge von Kunden. Das Thema der zu hoch berechneten Abschläge wurde auch vom Bayerischen Fernsehen aufgegriffen.
2024 wurde zudem die Geschäftsführer-Suche aufgrund von „Intransparenz“ kritisiert. So gebe es laut eines Stadtrates weder eine „klare Stellenausschreibung“ noch eine „Benennung der geforderten Zukunftsaufgaben“. Die Oberbürgermeistern Eva Weber wies die Vorwürfe zurück.